# 阿布德拉的赫卡塔埃乌斯
阿布德拉的赫卡塔埃乌斯（Ἑκαταῖος，Hecataeus of Abdera），前4世纪希腊历史学家，怀疑论者。
根据第歐根尼·拉爾修《名哲言行录》（IX.69），赫卡塔埃乌斯是皮浪的学生，与欧律库罗、弗利奧斯的提蒙、提奥斯的瑙西芬尼等人都被称为“皮浪派”。西西里的狄奧多羅斯（i.46.8）记载赫卡塔埃乌斯于托勒密一世时来到底比斯，并撰写埃及历史，当时有很多希腊人前往埃及。《苏达辞书》记载赫卡塔埃乌斯绰号（“批判语法学家”），且一直活到亞歷山大大帝死后繼業者时期。
赫卡塔埃乌斯完整的著作现已不存，近人对他的认识主要来自希腊拉丁古典作家记述中所保存的残篇，主要见于西西里的狄奧多羅斯的 Bibliotheca historica（《歷史叢書》）关于埃及部分（卷一）的记载。由于狄奧多羅斯的转述，因此难以确定从中赫卡塔埃乌斯原话。赫卡泰戊斯著有 （Aegyptiaca）一作   （《论埃及人》），关于埃及风俗、信仰及地理，现存最长的一段残篇见西西里的狄奧多羅斯关于拉美西斯二世葬祭殿部分（i.47-50）。
根据狄奧多羅斯和罗德岛的阿波罗尼奥斯，赫卡塔埃乌斯还有著作 On the Hyperboreans《论极北之人》，可能是斯特拉波和老普林尼关于极北之人描述的来源。
赫卡塔埃乌斯有关哲学著述的标题都未能流传至今。据《苏达辞书》，他有关于赫西俄德与荷马的论述，但今日也已失传。除此以外，《苏达》没有列出其他赫卡塔埃乌斯的论著，也未包括其关于埃及的著作。